# Genthelvite
La genthelvite (simbolo IMA: Ghv) è un minerale raro della classe dei minerali dei "silicati e germanati" con composizione chimica Zn4[S|(BeSiO4)3]; appartiene al gruppo dell'helvine, che è considerato un sottogruppo del gruppo della sodalite. Strutturalmente la genthelvite appartiene alla famiglia dei tectosilicati.
La genthelvite è l'analogo dello zinco della danalite ricca di ferro (Fe4[S|(BeSiO4)3]) e l'analogo del manganese dell'helvine (Mn4[S|(BeSiO4)3]) e forma una serie di cristalli misti senza interruzioni con ciascuno di essi.

## Etimologia e storia
La genthelvite è stata chiamata in questo modo da un lato in riferimento alla sua stretta relazione con l'helvine e dall'altro in onore del chimico e mineralogista tedesco-americano Frederick Augustus Genth, che per primo descrisse il minerale nel 1892, ma senza dargli un nome.
La genthelvite è stato scoperto per la prima volta a St. Peters Dome (West Cheyenne Canon), uno sperone di Pikes Peak a circa 10 chilometri a sud-ovest di Colorado Springs nella contea di El Paso (Colorado, Stati Uniti), e descritto nel 1944 da Jewell J. Glass, Richard H. Jahns e Rollin E. Stevens.

## Classificazione
Nell'ormai obsoleta, ma ancora in uso, 8ª edizione della sistematica minerale secondo Strunz, la genthelvite apparteneva alla classe dei "tectosilicati con zeoliti", dove, insieme a helvine e danalite, forma il sistema nº VIII/J.12.
La 9ª edizione della sistematica minerale di Strunz, valida dal 2001 e utilizzata dall'Associazione Mineralogica Internazionale (IMA), classifica la genthelvite nella categoria "9.F Tettosilicati senza H2O zeolitica". Questa divisione è anche ulteriormente suddivisa in base all'eventuale presenza di anioni aggiuntivi, in modo che il minerale possa essere trovato nella suddivisione "9.FB Tettosilicati con anioni aggiuntivi" in base alla sua composizione, dove si trova insieme a bicchulite, kamaishilite, kircherite, kyanoxalite, tsaregorodtsevite, tugtupite, vladimirivanovite, danalite, haüyne, helvine, lazurite, nosean e sodalite con le quali forma il "gruppo della sodalite-danalite" con il sistema nº 9.FB.10.
Anche la sistematica dei minerali secondo Dana, che viene utilizzata principalmente nel mondo anglosassone, classifica la genthelvite nella classe dei "silicati e germanati" e lì nella sottoclasse dei "Tectosilicati: reticoli Al-Si"; qui li si trova insieme a helvine e danalite nel "gruppo dell'helvine" con il sistema nº 76.02.04 nell'ambito della suddivisione "Tectosilicati: reticoli Al-Si, rappresentanti dei feldspati e specie affini".

## Abito cristallino
La genthelvite cristallizza nel sistema cubico nel gruppo spaziale P43n (gruppo nº 218) con il parametro del reticolo a = 8,15 Å e 2 unità di formula per cella unitaria.

## Proprietà
Davanti al cannello a soffiatura, la genthelvite forma una perla poco chiara. Il minerale si decompone in acido cloridrico forte, producendo acido solfidrico con il suo caratteristico odore di uova marce.
Sotto la luce ultravioletta, alcune genthelviti mostrano una fluorescenza verde seguita da fosforescenza.

## Origine e giacitura
La genthelvite si forma nelle cavità miarolitiche di pegmatiti e sieniti granitiche o alcaline, così come in greisen e skarn. I minerali di accompagnamento includono bertrandite, gahnite, hambergite, microclino, phenakite, quarzo, siderite, sfalerite, topazio, willemite, varie zeoliti e/o zirconi.
Essendo una rara formazione mineraria, la genthelvite è stata rilevata solo in pochi siti, anche sono noti circa 60 siti. Oltre alla sua località tipo St. Peters Dome (West Cheyenne Canon), il minerale è stato utilizzato anche in altri siti del Colorado, tra cui Stove Mountain (Cookstove Mountain) nella contea di El Paso e Crystal Peak nella contea di Teller. Altri siti noti negli Stati Uniti d'America (Stati Uniti) includono Rockport nella contea di Essex (nel Massachusetts); Blue Mountyin, Iron Mountain e Sugarloaf Mountain nel New Hampshire; diversi siti nel "Franklin Mining District", New Jersey e nel Cumberland (Rhode Island), così come il Washington Pass nella contea di Okanogan (Stato di Washington).
Altri siti sono un po' sparsi in tutto il mondo.

## Utilizzi
Nonostante il suo contenuto di zinco relativamente alto, pari a circa il 40%, la genthelvite non ha alcun significato economico fino ad oggi a causa della sua rarità. Tuttavia, poiché a volte forma cristalli splendidamente colorati e trasparenti, viene occasionalmente offerto ai collezionisti in vari tagli di pietre preziose.

## Forma in cui si presenta in natura
Il minerale sviluppa solitamente cristalli tetraedrici o tristetraedrici, ma si trova anche sotto forma di segregazioni irregolari. Le superfici cristalline non danneggiate hanno una lucentezza simile al vetro, le superfici di frattura, d'altra parte, tendono ad avere una lucentezza da grassa a resinosa.
Nella sua forma pura, la genthelvite è incolore e trasparente. Tuttavia, poiché forma cristalli misti con danalite e helvine da un lato e può contenere varie miscele estranee dall'altro, di solito si presenta in diversi colori, con predominanza dai colori chiari al verde smeraldo, dal rosa al rosso e dal giallo al giallo-marrone. La genthelvite lascia sempre uno striscio bianco sulla mattonella di controllo.